# Gary Gygax
Ernest Gary Gygax, född 27 juli 1938 i Chicago, Illinois, död 4 mars 2008 i Lake Geneva, Wisconsin, var en amerikansk speldesigner och författare. Han är mest känd som upphovsman till Dungeons & Dragons, världens första kommersiellt tillgängliga rollspel, tillsammans med Dave Arneson.

## Tidiga intressen, Gen Con och Guidon Games
I tonåren var Gygax en flitig läsare av den tidens äventyrslitteratur av Robert E. Howard, Jack Vance, Fritz Leiber, H.P. Lovecraft och Edgar Rice Burroughs. Han fick också ett intresse för krigsspel genom att tidigt komma i kontakt med Avalon Hills spel Gettysburg, som gavs ut 1958 och var det första brädkrigsspelet som baserades på ett historiskt slag. 1967 bildade Gygax International Federation of Wargamers (IFW) tillsammans med Bill Speer och Scott Duncan. 1967 ordnade Gygax också en spelträff med 20 deltagare i källaren i sitt eget hus, ett möte som efteråt kom att betecknas som "Gen Con 0". 1968 hyrde han Horticultural Hall i Lake Geneva och arrangerade ett spelkonvent under namnet Lake Geneva Convention, förkortat Gen Con.
I oktober 1970 blev Gygax arbetslös, efter att ha jobbat nära nio år på ett försäkringsbolag. Han försökte sig på att försörja sig på sitt intresse genom att designa brädspel i egen regi, men lyckades bara tjäna småbelopp under 1971. Under 1971 började han genomföra redigeringsarbete åt Guidon Games, som publicerade krigsspel. Tidigare under 1971 hade Gygax publicerat Chainmail, ett miniatyrkrigsspel på temat medeltida taktisk strid, som han hade skrivit tillsammans med Jeff Perren. Guidon Games anlitade Gygax för att producera en spelserie på temat "krigsspel med miniatyrer", med en ny utgåva av Chainmail (1971) som den första boken i serien. I Chainmail ingick ett fantasysupplement med regler för varelser från J.R.R. Tolkiens verk och andra källor.

## Starten tillDungeons & Dragons
I november 1972 deltog Dave Arneson (som Gygax träffat första gången på Gen Con 1969) på Gen Con med en fantasyspelkampanj under namnet Blackmoor. Vid detta tillfälle insåg Gygax potentialen hos rollspel, som en utökning av fantasydelen av Chainmail. Gygax och Arneson började samarbeta för att skapa The Fantasy Game, ett rollspel som kom att utvecklas till Dungeons & Dragons.
Två veckor senare hade Gygax skrivit en 50-sidig regelsamling och började testa den på sina två äldsta barn, Ernie och Elise, i en spelkampanj han kallade Greyhawk. Gruppen av spelare ökades snabbt, och Gygax skickade sitt utkast till regler till flera bekanta från krigsspelsammanhang och bad dem speltesta den nya spelet. I samband med detta ebbade samarbetet mellan Gygax och Arneson ut, eftersom de hade olika idéer för spelets utveckling. Baserat på den feedback han fått, skrev Gygax en 150-sidig reviderad version av reglerna i mitten av 1973. Många av idéerna gällande regler för magi tog sin inspiration från Den döende jorden av Jack Vance. Gygax bad Guidon Games att publicera reglerna, men den tilltänkta utformningen med tre volymer i en box med tryck passade inte in i företagets utgivning. Gygax försökte därefter sälja in spelet till Avalon Hill, men de avböjde.

## TSR
Gygax lämnade Guidon Games 1973 och i oktober 1973 grundande han företaget Tactical Studies Rules, senare känt som TSR, Inc. tillsammans med barndomsvännen Don Kaye. I december 1973 togs Brian Blume in som en tredje partner, eftersom Gygax och Kaye inte hade tillräckligt med kapital för att publicera Dungeons & Dragons (D&D). Den första kommersiella versionen av Dungeons & Dragons publicerades därefter i januari 1974. En första upplaga om 1000 spel sålde slut på lite mindre än ett år, och i slutet av 1974 började försäljningen ta fart. 1976 flyttade det expanderande TSR in i egna lokaler, efter att inledningsvis ha bedrivit verksamheten i Kayes vardagsrum, och efter hans död i januari 1975 i Gygax källare. I samband med detta anställdes Dave Arneson som spelskapare, men han fick sluta efter mindre än ett år eftersom Gygax och han fortfarande inte kom överens. Kayes död innebar att familjen Blume blev majoritetsägare till TSR, efter att Brian Blumes far Melvin Blume köpt Kayes aktier och Brian bidragit med mer kapital. Senare köptes Melvin Blumes aktier av Kevin Blume, Brian Blumes bror.
1975 startade TSR tidskriften The Strategic Review. 1976 ersattes denna med två tidskrifter, Little Wars för krigsspel och Dragon för rollspel. 1978 lades Little Wars ner som en egen tidskrift och blev ett supplement till Dragon.
1977 gavs en mer omfattande version av spelet ut av Gygax, under namnet Advanced Dungeons & Dragons (AD&D). Gygax skrev ett antal manualer för detta spelsystem, varav den första var Monster Manual som gavs ut senare under 1977. TSR gav även ut flera färdiga äventyrsbeskrivningar, kallade moduler, som gav en spelledare ett utkast och manus till hur en spelsession skulle kunna ledas.
Från 1981 var Gygax och bröderna Blume ofta oeniga om hur TSR skulle skötas. 1983 delades TSR i fyra företag, huvudbolaget TSR, Inc., TSR International, TSR Ventures och TSR Entertainment, Inc. Detta gjorde det möjligt för Gygax att vara verksamt i ett eget bolag, TSR Entertainment, Inc. (som senare blev Dungeons & Dragons Entertainment Corp.) och flytta till Hollywood. Företaget syftade till att licensiera D&D-produkter till film- och TV-branschen. Resultatet blev en tecknad TV-serie som samproducerades av Marvel Productions och TSR. På svenska fick serien titeln Drakar & Demoner.
1984 drabbades TSR av ekonomiska problem, trots en stark försäljning. Gygax skyllde på misskötsel av Kevin Blume, och lyckades få honom avsatt som chef. Styrelsen trodde dock inte på att TSR hade någon framtid utan att företaget behövde säljas. Gygax använde då i mars 1985 de aktieoptioner han hade i TSR och utökade sitt aktieinnehav till en liten majoritet, och utsåg sig själv till chef. Han satsade på att få fram produkter som kunde ge ökad försäljning, bland annat olika AD&D-material. Gygax lyckades med detta, bland annat genom att AD&D-boken Unearthed Arcana sålde bra.
I oktober 1985 visade det sig dock att Lorraine Williams, som arbetade i TSR:s företagsledning sedan året innan, hade köpt bröderna Blumes aktier efter att Brian Blume först hade använt sig av sin aktieoption i TSR. Williams kunde på så sätt köpa en majoritet av aktierna. Hon tog över chefsposten i TSR och meddelade Gygax att hon inte var intresserad av fler Gygax-skapade produkter. Efter ett misslyckat försök att stoppa Blumes aktieförsäljning till Williams, lämnade Gygax alla sina poster i TSR i oktober 1986. I december 1986 var Gygax alla juridiska krav på TSR hanterade. Gygax fick behålla rättigheterna till vissa karaktärer, men huvuddelen av rättigheterna till olika D&D-äventyr stannade hos TSR.

## Efter TSR
Efter att Gygax lämnar TSR fortsatte han att skapa rollspel på egen hand. Det första var Dangerous Journeys 1992, ett multigenrespel. 1999 släppte han ett annat spelsystem kallat Lejendary Adventure. 2005 var han inblandad i Castles & Crusades, som var avsett som en hybrid mellan den tredje upplagan av D&D och Gygax originalversion.